# Zanobi Pasqui
Zanobi Pasqui (Firenze, 4 maggio 1799 – Firenze, 18 luglio 1884) è stato un magistrato e politico italiano.